# Kanton Limoges-5
 Limoges-5 is een kanton van het Franse departement Haute-Vienne. Het kanton maakt deel uit van het arrondissement Limoges en telde 18.641 inwoners in 2018.
Het kanton werd gevormd ingevolge het decreet van 20 februari 2014 met uitwerking op 22 maart 2015.

## Gemeenten
Het kanton omvat de volgende gemeenten:
- Limoges (noordelijk deel) - hoofdplaats
- Le Palais-sur-Vienne
- Rilhac-Rancon